# A Kör (terepfutás)

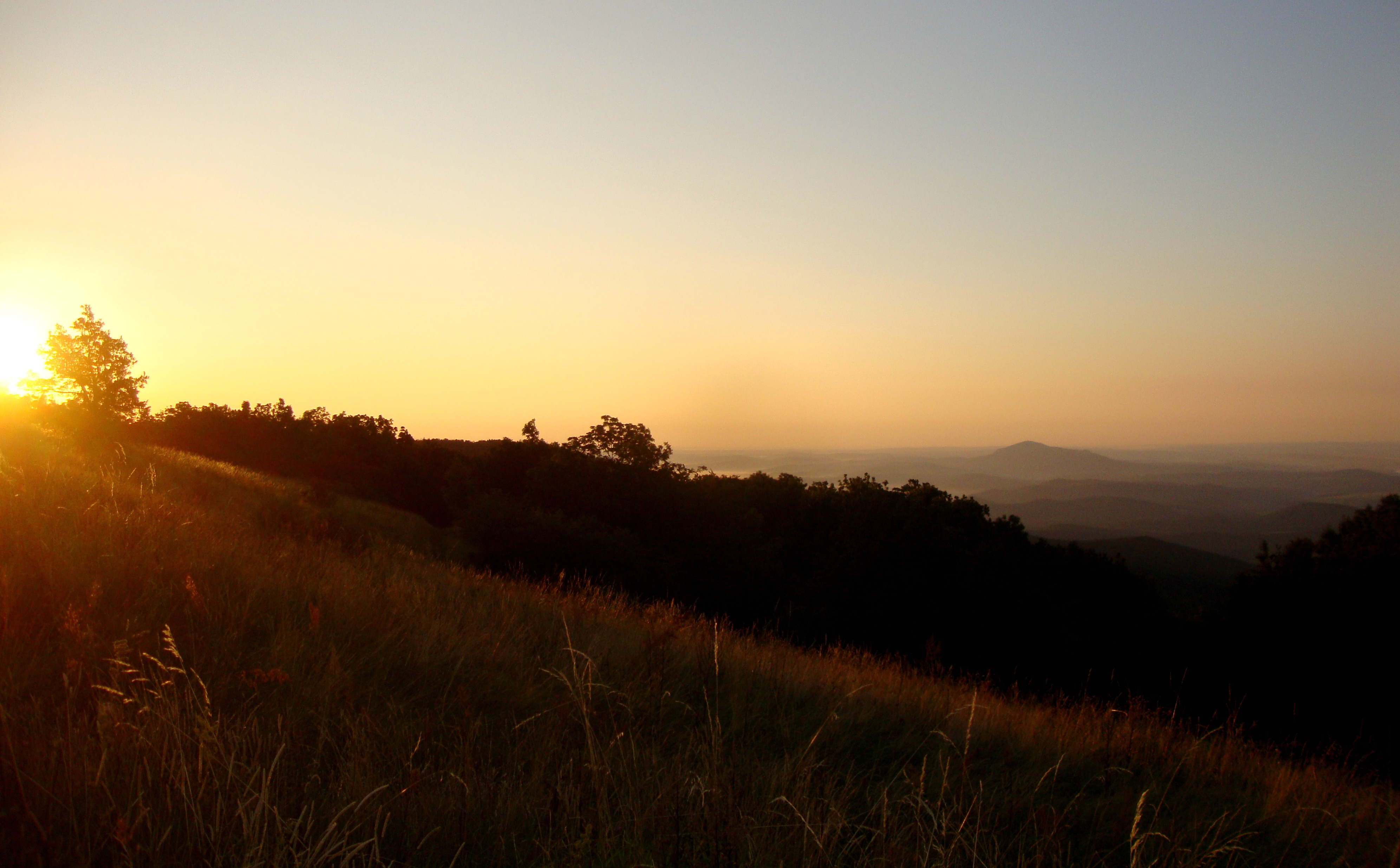
A Kör egyik legszebb kilátása a Nagy-Hideg-hegyről. A futók 50 km megtétele után érik el ezt a pontot

A Kör egy rendkívül nehezen teljesíthető terepfutó kihívás a Börzsönyben. Teljesítése nincs időponthoz kötve, az év bármely napján neki lehet vágni egyéniben vagy párban. A futóknak egy kb. 150 km (a kezdetekben 152 km) hosszú – településektől nagyrészt elzárt – útvonalat kell teljesíteniük, amely 7100 méter pozitív szintemelkedést tartalmaz. A teljesítésre 30 órájuk van, amit a szervezők által biztosított nyomkövetővel kell igazolni.

## Létrejötte
A Kört két hazai terepfutó, versenyszervező, Csányi „Csanya” László és Erdei „DonRazzino” András álmodta meg. Nem versenyt akartak létrehozni, hanem egy nehezen teljesíthető kihívást. Ilyen – úgynevezett – instant verseny már volt a világon több helyen, azóta hazánkban is lett pár, de Magyarországon ez volt az első ilyen jellegű kísérlet. A Kör helyszíne rövid mérlegelés után a Börzsöny lett, annak domborzatából fakadó nehézségei, valamint településektől távoli elhelyezkedése miatt. Az útvonal 2013 szeptemberére állt össze, és még annak az évnek az őszén megjelentek az első próbálkozók.

## Nehézségek

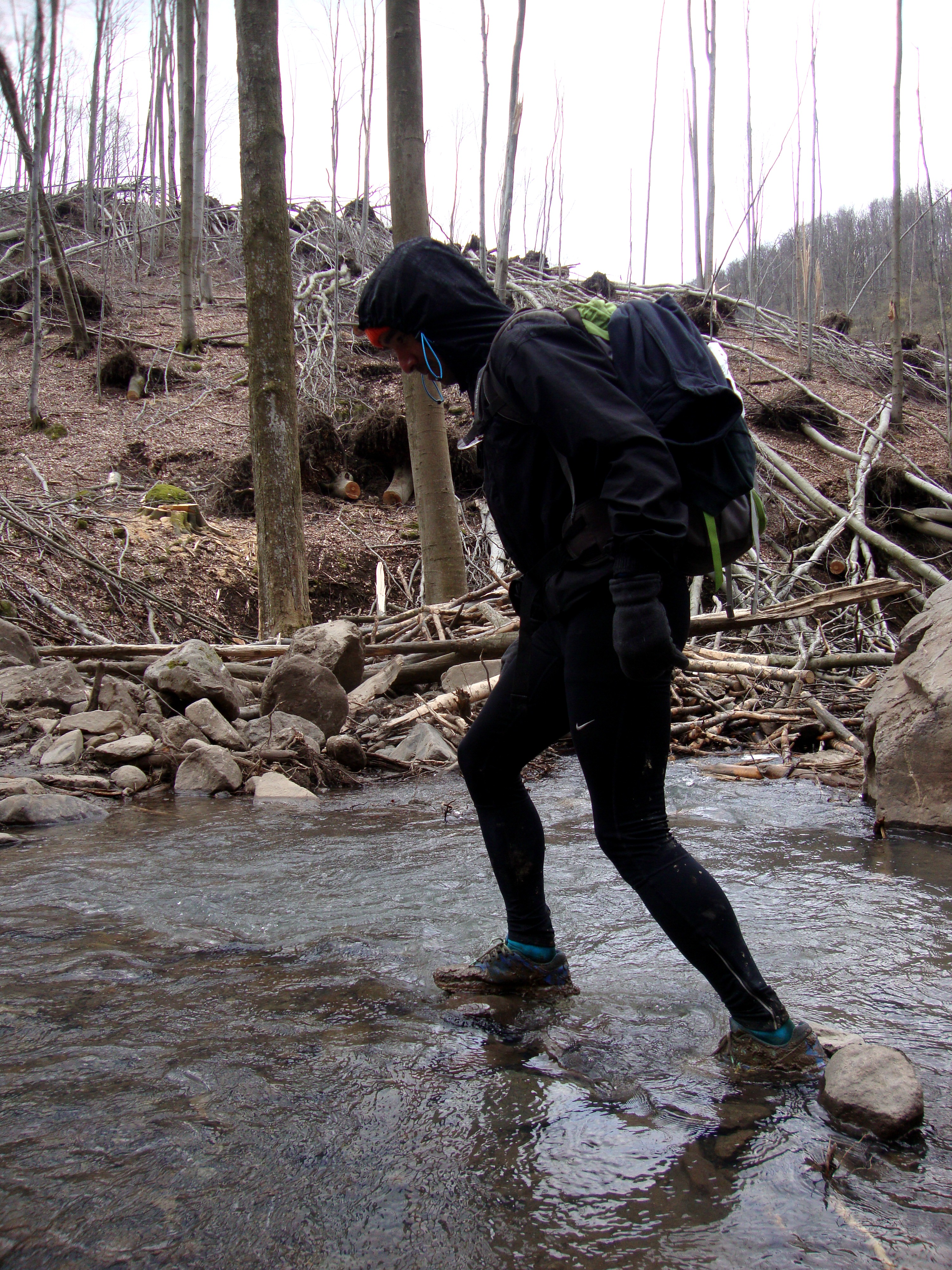
Egy kellemetlenebb szakasz a Rakottyás-völgyben nem sokkal a 2014. decemberi jégkár után

A nagyjából 150 km 7100 méter szintemelkedéssel 30 óra alatt kevés futónak jelenthet reális célt. A sikeres teljesítők mindegyike jó pár év futáson, 100 km-es teljesítések tucatján van túl. Bírni kell a monotóniát, az egyedüllétet, az időjárási viszontagságokat, esetenként a hosszú éjszakát. Gyakran rögtönözni kell, például egy eltévedés esetén. A nehézségeket jól mutatja, hogy három év alatt 34 próbálkozásból 16 volt csupán sikeres, a páros teljesítéseket és a többszörös teljesítőket figyelembe véve is csupán 13 ember mondhatta el magáról, hogy rendelkezik sikeres Kör-teljesítéssel. A kvalifikáció bevezetése óta jelentősen javult a teljesítési arány, 2019 végéig 47 sikeres teljesítéshez 36 sikertelen próbázás tartozik. A Körön bő 6 év alatt 30 férfi és 7 nő szerzett egy, vagy több érmet és mindezidáig összesen 58 darab érem lelt gazdára.
A sikeres teljesítéshez elengedhetetlen a börzsönyi útvonalak haladó szintű ismerete. Az útvonal ugyan térképen elérhető, de a Börzsöny vadregényességéből fakadóan még gyakorlott futó is több helyen el tudja veszíteni a helyenként hiányos turistajelzéseket, jelentős időt veszítve ezzel. Azok a futók, akik biztosra akarnak menni, a teljesítés előtt pályabejárást tartanak. Az útvonalkövetésen túl a másik nagy nehézség a Börzsöny vulkanikus jellegéből fakad. Több helyen is 5-600 méternyi szintemelkedést, illetve ereszkedést kell leküzdeni, gyakran rendkívül meredek, sziklás szakaszokkal megspékelve. A völgyekben bővizű patakok, gyakran nagy sár nehezítik a haladást. A terepből fakadó nehézségek eloszlása sem egyenletes a teljes távon. A Kör legnehezebb szakaszai, a Magas-Börzsöny embert próbáló terepei 40 és 85, illetve 105 és 140 km között kiemelt nehézséget jelentenek. A legjobb futók is jóval lassabban haladnak a Körön, mint egyéb hazai tájegységeken.
További nehézség a kellő mennyiségű víz beszerzése útközben. Az útvonal 87. kilométeréig több helyen is van forrás, közkút, viszont a Bacsina kút után csak bizonytalan vízhozamú források, illetve az útvonaltól távolabb fekvő források vannak. Mindenhol jól meg kell gondolnia a futónak, hogy mennyi vízzel menjen tovább, a segítő nélküli teljesítésnek ez az egyik legnagyobb nehézség. Segítő nélküli teljesítés esetén viszonylag nagy súlyt is cipelnie kell a futónak. Ez egyéni igények szerint változik, de azért átlagosan 5–6 kg-ra  lehet számítani a rajtban.
Mivel a próbázási szándékot 10 napra előre be kell jelenteni, sokszor további nehézséget jelentenek az előre ki nem számítható időjárási körülmények, amit nehezít a Magas-Börzsöny mikroklímája. Sajnos a legjobban felkészült induló esélyeit is nagyban rontja egy hirtelen beköszönő csapadékos időszak, viharos szél, leereszkedő köd, vagy a gerinceket betakaró felhő. Mindezekből fakadóan kifejezetten baleset-, sőt akár életveszélyes helyzetek is kialakulhatnak, ezért is csak sokéves tereprutinnal érdemes elindulni. A felsorolt időjárási helyzetek mindegyikére volt már példa, az indulást ennek megfelelően kell mérlegelni.

## Szabályok
- A szabályok az alap terepfutó-etikán alapszanak. A legtöbb szabály a kezdetektől megvan, de néhány módosítást be kellett iktatni a teljesítések tapasztalatai alapján.
- A futónak a teljes távot be kell járnia az óramutató járásának megegyező irányban 30 óra alatt.
- Néhány komolytalan próbázás után a szervezők 2017 augusztusában szabálymódosítást voltak kénytelenek bevezetni. Az indulást legalább egy – két évnél nem régebbi és minimum 100 km-es – terepfutó verseny teljesítéséhez kötötték, a kvalifikációs versenyekről lista készült, amely a honlapon megtalálható. Jelenleg 23 külföldi és 4 hazai (Ultra-Trail Hungary, Vadlán Ultra Terep,[1] Ultrabalaton Hegyestű Trail,[2] Privát Ultrabalaton Hegyestű Trail[3]) versenyen lehet kvalifikációt szerezni. A két évnél nem régebbi Kör-teljesítők mentességet élveznek ezen szabály alól. 2022 februárjától a kvalifikációs versenyek érvényességi ideje egy évre csökkent.
- 2024 év elejétől a kvalifikációs verseny mellett a próbázónak 10 óra önkéntes munkát kell végeznie a szervezők által közzétett versenyek valamelyikén, ezt pedig a Kör honlapjáról letöltött formanyomtatvány aláírásával kell igazolniuk. A szervezők szerint erre azért van szükség, hogy a próbázók jobban átérezzék egy verseny lebonyolításának nehézséget.
- A futó az útvonalat bárhol elhagyhatja – például vízvételi céllal –, de ugyanoda vissza kell térni, és onnan folytatni tovább. Szintén a 2017. augusztusi szabálymódosítással került be az a kiegészítés, hogy az útvonalat elhagyókat (ha ezzel jogosulatlan előnyhöz jut a futó) időbüntetéssel fogják sújtani, melynek mértéke egyedi elbírálás alá kerül majd.
- A teljesítéskor semmilyen járművet nem lehet igénybe venni.
- Iramfutó segítsége tilos, tehát nem állhat be a próbázó mellé egy friss futó hosszabb-rövidebb szakaszra.
- Lehet menni egyéniben vagy párban, de egyszerre csak egy teljesítő (egyéni vagy páros) lehet a Körön.
- Páros teljesítés esetén, ha az egyik próbázó nem ér be szintidőn belül, akkor a társa is sikertelenné válik. Erre a szabálymódosításra azért volt szükség, hogy az iramfutó használatának a tilalmát ne lehessen kijátszani.
- A teljesítést a szervezőktől kapott nyomkövetővel igazolja a futó.
- Külső segítséget (frissítő társakat) igénybe lehet venni, ilyenkor az eredménylistán a teljesítő neve mellé a „Segítővel” megjegyzés kerül.
- A próbálkozást 10 nappal előre be kell jelenteni a szervezőknek. Egy évben kétszer lehet próbálkozni. Ez az időintervallum 2015 végéig 5 nap volt, a nyomkövető eszköz biztosíthatósága, valamint az időjárás kiszámíthatatlansága miatt döntöttek a szervezők a hosszabbítás mellett. Az évi kétszeri próbálkozás is későbbi változás, a komolytalan indulási szándékok lettek ezzel megrostálva.
- 2020 decembere óta a teljesítés egy harmadik formája is lehetségessé vált, az ún. "Depózás". Ilyenkor a próbázó a kísérlet előtti napokban csomagokat, frissítést helyez el az útvonal különböző pontjain, majd a próbázás alatt ezekből frissít.
- 2023 januárjában két új szabály került be a kiírásba a korábbi teljesítések tapasztalatai alapján. Az előre megadott indulási időhöz képest maximum 15 percet lehet késni, ha a futó ekkor nem indul el az időmérés akkor is megkezdődik. A másik friss szabály az időbüntetés kiszabását pontosítja, kihagyott szakasz esetén az adott szakaszra eső teljesítési idő dupláját kapja időbüntetésként a futó.
- A Körön való indulás ingyenes.

## A Kör útvonala

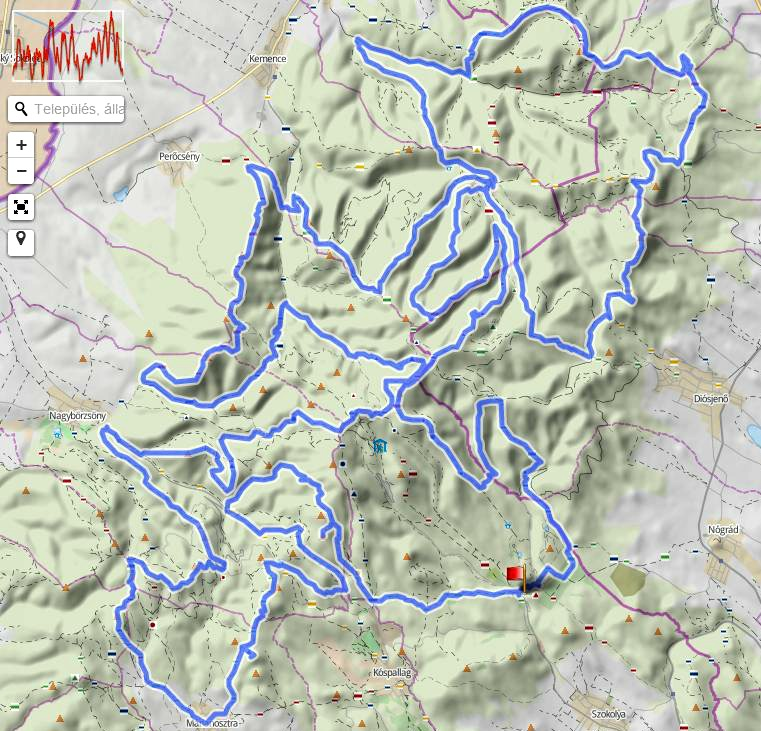
A Kör 2016 nyara és 2019 ősze között érvényben lévő útvonala a GPSies alkalmazásban

A Kör a Kismarosról könnyen megközelíthető Királyrétről indul, és oda is érkezik vissza. A rajt/cél helyszíne az időközben megszűnt Ákosvár Büfé előtti terület. A táv névlegesen 152 km, ezen a távon azonban a jelenleg elérhető mérési módszerekkel nem lehet pontos adatot kijelenteni, ráadásul a táv a folyamatos apróbb útvonal-módosítások miatt is változik. A futók által használt nyomkövető rendszerint 155–160 km között mér, a szervezők térképén a kezdetekben 152 km szerepelt, és a teljesítői érmen is ez az adat van feltüntetve. Az útvonal a szervezők honlapján megtalálható: az óramutató járásával megegyező irányban járja végig a teljes Börzsönyt, érintve a Magas-Börzsöny vulkanikus képződményeit, és a hegység peremén fekvő laposabb területeket is. A próbázó bejárja a Börzsöny legszebb részeit, a hatalmas bükkösöket, a patakokkal gazdagon átszőtt mély völgyeket, sziklás, köves bérceket. Néhány turistaházon kívül csupán a hajdanvolt fakitermelési, illetve bányászati munkák emlékei, felhagyott kisvasutak nyomai, a munkások pihenőhelyeinek a maradékai azok, amik megtörik a börzsönyi erdőtáj vadregényességét. Települést szinte sehol nem érint az útvonal, csak 25 km-nél megy át Márianosztrán, illetve 40 km-nél érinti Nagybörzsöny peremét. A futók végig jelzett ösvényeken haladnak.
Az útvonal az eredeti tervek szerint sehol sem érinti önmagát, de ez a turistajelzések folyamatos változása miatt nem mindig fenntartható. Ezen ok miatt az útvonalat 2016 nyarán megváltoztatták, kikerült a Kör egyik legnyugatibb csúcsa, a Nagy-Galla, és bekerült egy hurok a Kisirtás–Érsek-tisztás közötti szakaszra.
2019 novemberében újabb változás volt, a Magyar völgy erdészeti útja helyett a Rustok hegy felé kerül az útvonal, a Mogyorós bérc után pedig nem kell bemenni Királyházára, hanem az új ZO jelzésen a Bacsina-patak mentén érik el a futók a Kemence-völgyet. A változtatásnak köszönhetően az útvonal ismét nem érinti önmagát, és végig jelzett ösvényeken halad.
2021 áprilisa óta a Márianosztra előtti szakaszon a Z jelzésről letérve a Z3 felé fel kell menni a Nagy-Sas-hegyre. Erre a változtatásra azért volt szükség, mert az erdészet az útvonal későbbi szakaszát (Csánkikert–Závoz-nyereg S) lezárta, ezzel megrövidítette az útvonal egyik kanyarját, de ezzel a módosítással a Kör távja nem rövidült.
2021 novemberében újabb jelentős útvonalváltozás történt; a Feketevölgyi-panzió után a Z jelzést új útvonalra helyezték, mely kevéssel ugyan, de megrövidítette az utat Nagy-Oros-bérc irányába. Az útvonalba így Szép-bérc és Kopasz-hegy után egy harmadik kitérő (csúcstámadás) került, mégpedig a Rustok-hegyre kell fel- és visszamenni. A Kör új útvonalába így nagyjából további 75–80 m szint került.
A Kör hossza az AllTrails oldal adatai szerint jelenleg 148,61 km.

## Nyomkövetés

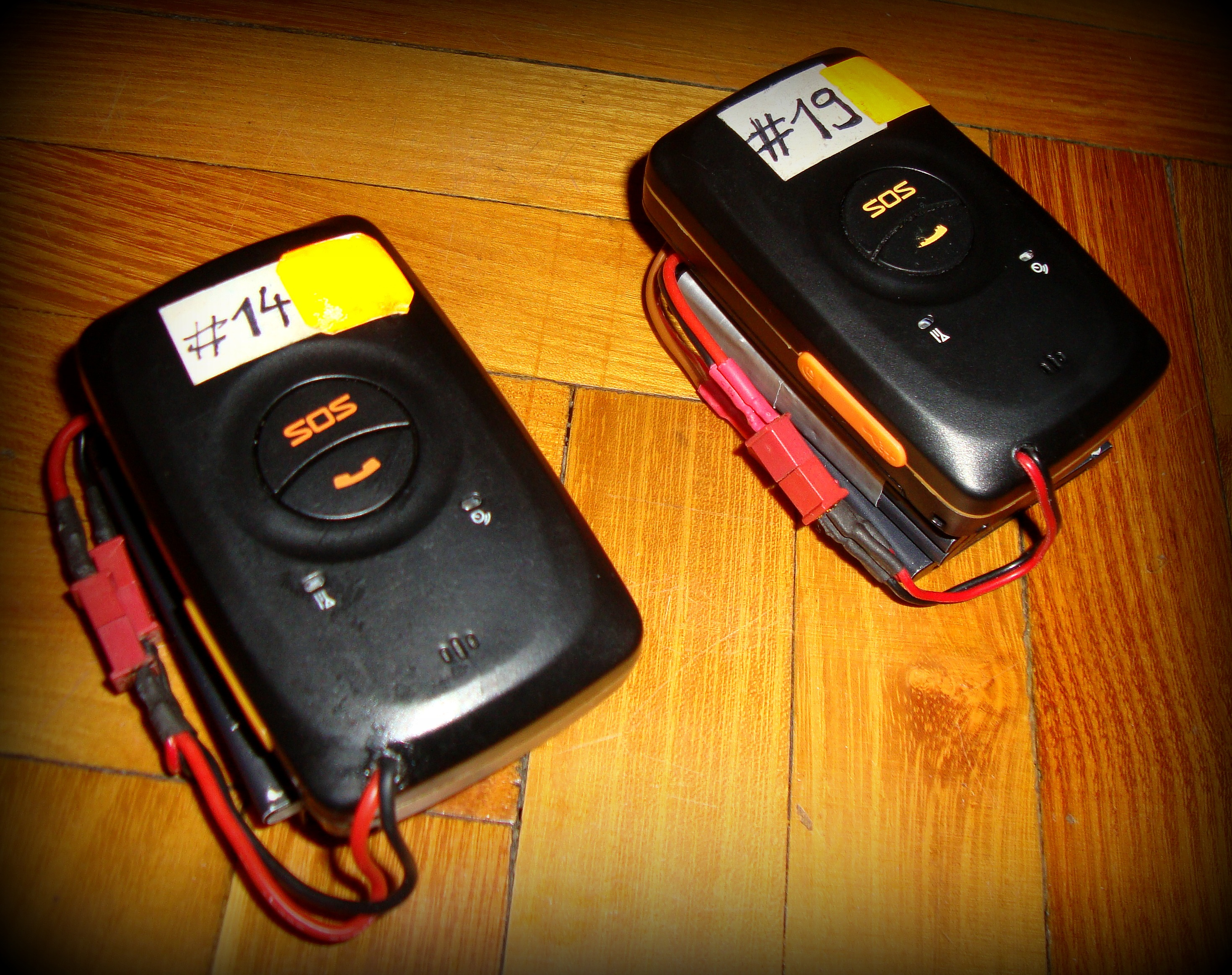
A Körön használt nyomkövető eszközök

A futók a teljesítést a szervezőktől kapott nyomkövető használatával igazolják. Ez a rendszer a GPS-műholdak és a mobiltelefonos hálózatok segítségével folyamatosan rögzíti és küldi az útvonaladatokat, résztávok sebességeit, megtett távolságokat. A nyomkövető eszköz másik funkciója,hogy a movingobject alkalmazáson keresztül a próbázókat valós időben lehet nyomon követni akár a szervezőknek, akár a szurkolóknak, hozzátartozóknak. Ez a nyomkövetés nagyon izgalmas tud lenni: a futóközösség egy része az összes próbázót árgus szemmel figyeli. További előnye a nyomkövetésnek, hogy egy esetleges sérülés esetén a sérült futó megtalálása lényegesen könnyebb, mint enélkül. Szerencsére erre eddig még nem volt szükség.
Sajnos a Börzsöny domborzati viszonyai miatt a hegységben nem mindenhol van térerő, így a nyomkövetés egyes részeken megszakad, de az eszköz, amint újra térerőt talál, betölti a hiányzó adatokat.
A futónál egy másik, kisebb nyomkövető is van, ami csak rögzíti az útvonalat. Erre abban az esetben van szükség, ha a másik nyomkövető eszköz meghibásodna menet közben.
A nyomkövetéssel kapcsolatos feladatokat Sidló Csaba végzi a kezdetektől fogva.

## Díjazás

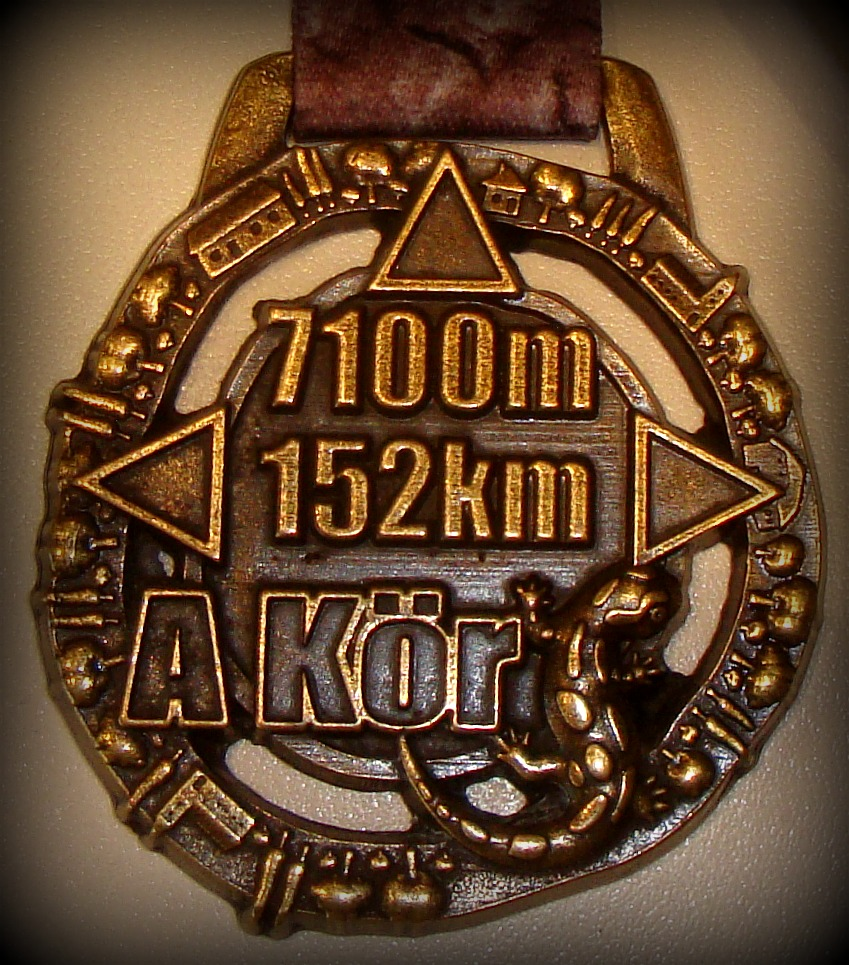
A sikeres teljesítőknek járó egyedi kovácsolt érem

A Körön való indulás igen komoly fizikai és mentális felkészülést igényel, és a tapasztalt ultrafutóknak is komoly kihívás, még akkor is, ha túl vannak több, 100 km feletti teljesítésen, ezt a teljesítések alacsony száma bizonyítja, épp ezért a Kör minden teljesítőjének, illetve sikertelen próbázónak hatalmas élmény ezen a kihíváson részt venni. Az élmény mellett a Kört folyamatosan elérhetővé tevő csapat, a Terepfutás.hu csapata ajándékokkal jutalmazza a sikeres teljesítőket. Aki 30 órán belül teljesíti a Kört, egyedi kovácsolt éremmel lesz gazdagabb, valamint az érem mellé terepfutóversenyeken való indulási lehetőséget is nyer. A Top 10-be kerülő teljesítők 10, míg a Top 10-en kívüliek 5 alkalomra szóló bérletet kapnak a Terepfutás.hu versenyeire.
Azok a sikeres Kör-teljesítők, akik ugyanabban a naptári évben megcsinálják a Vérkört (instant túraútvonal a Vértesben 77 km-es távon), illetve a Budai Térképkört (82 km a Budai-hegységben), valamint van összesen 185 km-nyi teljesítésük olyan teljesítménytúrákról, ahol az útvonal kört ír le, megkapják a Bakancsos Szurikáta Természetjáró Egyesület által létrehozott Körök Köre Kupa óriás fokozatát.

## Az elsők
A 2013. szeptemberi indulás felkeltette a hazai ultrafutók figyelmét, az első próbálkozó Kövecs Ferenc volt. Ő akkor féltávig - Perőcsény határáig - jutott. Nem sokkal utána, október elején viszont Barta László sikeres futást tett, 28 óra 45 perces idejével ő a Kör első teljesítője. Az első duplázás is az ő nevéhez fűződik, fél év múlva visszament, és saját idején bő három órát javítva újabb sikeres Kört futott. Az első páros teljesítés 2014 januárjában lett meg, a Sperka Tamás–Lőw András páros 29 óra 35 perces idővel került fel a dicsőségfalra. Az első sikeres női próbázóra viszont sokat kellett várni, ő 2016 tavaszán szintén párban ment a Körre. Csernus Brigitta és Takács Krisztián „Csipi” ideje 28 óra 56 perc. Csernus Brigitta egy évvel a sikeres páros teljesítés után 2017 márciusában újabb sikeres Kört futott. 27 óra 27 perces idejével ő az első egyéni női Kör-teljesítő.

## Többszörös teljesítők
Egy ilyen nehézségű kihívás visszacsábítja a futókat. Több sikeres teljesítő is visszatért, egy újabb teljesítésért, esetleg jobb időért, vagy mostohább körülményekért. Az első duplázás Barta László nevéhez fűződik. A legtöbb sikeres teljesítéssel Takács Krisztián „Csipi” rendelkezik, 2023 októberében duplázva, a két kör között két óra pihenéssel, tizenötödik és tizenhatodik alkalommal is szintidőn belül ért be a Körön, ezzel ő az első, aki egymás után kétszer teljesítette a Kört. Egyetlen többszörös női teljesítőként Csernus Brigitta már háromszor is sikeresen bejárta az útvonalat.

## A pályacsúcsok fejlődése

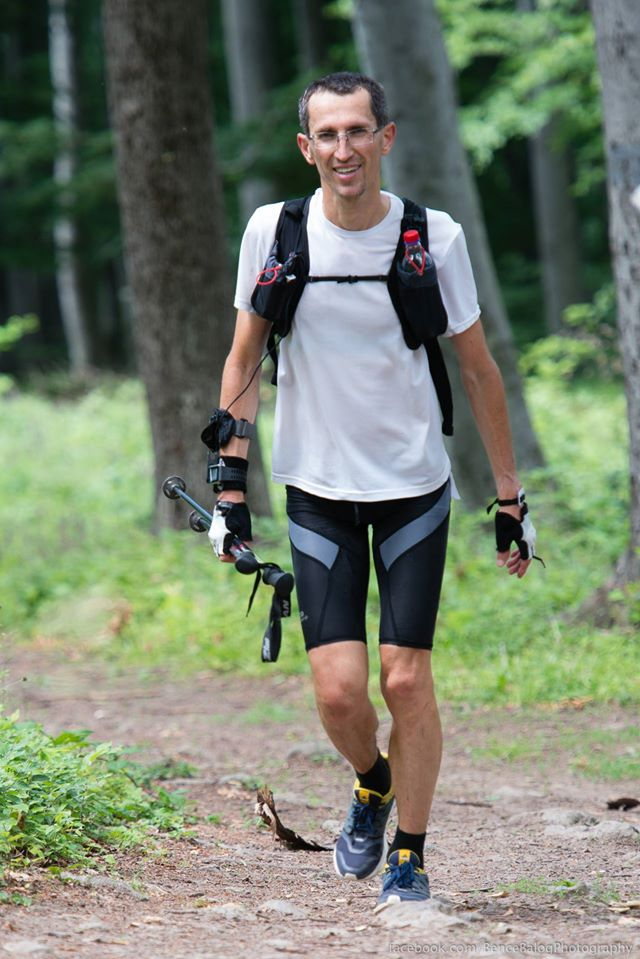
Nyakas Gábor, a Kör leggyorsabb segítők nélküli teljesítője.

A kb. 150 km a Börzsöny kemény vulkanikus hegyein nagy kihívás mindenkinek, a 30 órás szintidő pedig igencsak megrostálja az indulókat. A pályacsúcs ennek ellenére folyamatosan javul.
Barta László első idejét (28:45) néhány nappal később Márton Dániel egy emlékezetes esős teljesítésen több mint egy órával megjavította (27:23). Tavasszal Barta a második teljesítésén visszavette a pályacsúcsot Mártontól (25:22). Ezután az idő után természetesen a 24 órára kacsingatott az élmezőny. Gyurkó Péter egy feladott kísérlet után a második kísérleténél fél órára került az álomidőtől (24:33), majd 2014 őszén Nyakas Gábor kevéssel ugyan, de 24 órán belül ért körbe (23:51).
Nyakas rekordja közel két évig kitartott, ugyanis 2014. december elsején a hazai hegyeket és különösen a Börzsöny magasabban fekvő területeit olyan jégkár sújtotta, ami nemhogy a pályacsúcs megdöntését, de még a szintidőn belüli célbaérést is szinte lehetetlenné tette. Az ónos eső olyan vastag rétegben rakódott a 60-80 éves bükkfák ágaira, hogy azok nem bírták a terhelést, és tízezerszám dőltek ki. A Kör útvonalából jó 20 kilométer vált járhatatlanná. Az erdészet csak 2016 nyarára tisztította meg az erdőt a kidőlt fáktól.
Az erdő megtisztítása után 2016 őszén két váci futó nagy reményekkel, komoly felkészülés után vágott neki a Börzsönynek. Azonban az indulás előtti napokban lehullott eső nem kedvezett a terepnek. A helyenként mély sár és a vizes, csúszós avar által nehezített utak ellenére Jakus Béla és Veres Gábor 22 óra 10 perces idővel új páros és abszolút pályacsúcsot állított fel.
2017 ősze a kedvező körülményeknek hála eseménydússá vált. Először Vizi Tibor "köszönt be" és érte el az addigi legjobb időt saját maga második teljesítésén, végig jó erőben, rendkívül egyenletes haladást felmutatva a felszáradóban levő terepen (21:30). Hat nappal később a tovább javuló feltételek mellett Nyakas Gábor -miután egész nap 20-40 perccel lemaradva követte az új csúcsot-, a véghajrában további két percet faragott az időből (21:28).
Nyakas pályacsúcsa hosszú ideig érvényben volt, több, mint két évig senki sem tudott az ő idejénél jobbat futni. 2020 júniusában viszont Kovács Dávid több, mint egy órát javított és ezzel megközelítette a 20 órás álomidőt. (20:13)
Az első női teljesítési kísérlet Németh Emese által 2014 kora tavaszán történt (párosban Németh Kristóffal), azonban a sok tájékozódási probléma miatt csak szintidőn kívül ért vissza Királyrétre. Őt legközelebb Csernus Brigitta követte (Takács Krisztián "Csipivel" párban) még a jégkár által sújtott Börzsönyben 2016 tavaszán. Erőfeszítésüket siker koronázta, biztonsággal beértek a nehezített körülmények ellenére (28:56).
Az egyéni női legjobb időt is Csernus Brigitta állította fel 2017 kora tavaszán (27:27), amikor egyedül, de frissítő segítőkkel járta be a 150 km-t. Ezt 2018 októberében sikerült megjavítania Papp Tündének, aki ugyancsak segítőkkel haladt. Sokáig úgy tűnt, 25 óra körüli célidővel ér vissza Királyrétre, de Csóványos környékén, éjszaka a 700 m feletti régióban viharos időbe került, a látótávolság csupán 1-2 méterre csökkent, így végül meg kellett elégednie azzal, hogy – több útvesztés után és  néhány sérüléssel – 27 órán belül célba ért. Ez a rekord  több mint két évig volt érvényben, végül 2021 májusában Losonc Timi hosszú esőzés után rendkívül saras pályán egyetlen perccel ugyan, de megdöntötte Papp idejét (26:55).
A leggyorsabb női teljesítés mégis Szimandl Anita nevéhez fűződik, aki 2017 áprilisában Pap Gáborral párban szép tavaszi időben haladt végig az útvonalon (26:27).
2024 április elején zuhogó esőben rajtolva, kifejezetten nehéz körülmények között indult el Janek Noémi, aki végül bőven a meglévő női pályacsúcsot (25:57) megjavítva ért vissza Királyrétre.
2022 januárjában a Körnek már 11 sikeres női teljesítése van, melyből hármat Csernus jegyez.

## Érdekességek
2018. október 20-án Kozma János dupla Kör-teljesítést kísérelt meg. Az első kör után (26:01) kilenc órával ismét nekivágott a 152 km-nek. 101 km-ig jutott 19 óra körüli idővel, ott azonban Drégely vára alatt feladta a próbázást.
A két sikeres Kör-teljesítés között eltelt legrövidebb idő jelenleg 2 óra, ezt Takács Krisztián „Csipi” 2023 októberében teljesítette (15. és 16.).
2023 januárjáig egyetlen női páros sem indult a körön, pedig egyéni női indulókból és vegyes párosokból nincs hiány.
Kör-próbázásra a legkedveltebb hónap az október, az első hat évben 14 sikeres és 7 sikertelen kísérlet volt ebben a hónapban. A legkevésbé kedvelt hónapok a február és a június. Júniusban először Bódi Istvánnak sikerült Kört teljesítenie 2022-ben, a legelső februári teljesítésig pedig egészen 2023-ig kellett várnunk, hogy Czövek András célbaérjen Királyréten. Január tűnik a legnehezebb időszaknak, két sikeres mellé négy sikertelen kísérlet párosul.
Bódi István eddig 10 teljesítést tudhat magáénak, 10 különböző hónapból.
A Kör legtöbbszörös sikertelen próbázója Petresevics Róbert, ő 2024 áprilisáig hetedik alkalommal is sikertelenül próbálkozott. Külön dráma, hogy 2023 márciusi kísérletén végigért az útvonalon, de 37 perccel kicsúszott a szintidőből.
Az első próbázó aki időbüntetéssel lett sújtva kihagyott szakasz miatt Szűcs Lajos volt. Ő a 2020 szeptemberi próbázásán kihagyta a drégelyvári hurkot, emiatt a szervezőktől 40 perc időbüntetést kapott, ezzel viszont kicsúszott a szintidőből, így a kísérlete sikertelen lett.
2020. március 16-án a koronavírus magyarországi megjelenése miatt a Körön való indulás lehetőségét a szervezők határozatlan ideig beszüntették. A vírushelyzet enyhülése után 2020. június 1-jén újra megnyílt a nevezés.
2022 januárjáig csupán két kísérlet volt "Depózás" kategóriában. Péter Mátyás (2020. 12. 07.) 29 óra 26 perc alatt, Tóth Péter pedig (2021. 06. 07) rendkívül kicentizve a szintidőt ugyan, de szintén sikeresen, 29 óra 57 perc alatt ért körbe.
Tóth Péter 2024 áprilisában tovább feszítette a pályán töltött időt, ugyanis 36 másodperccel ért be a szintidő előtt.

## Aktuális pályacsúcsok
|                            | Név                                       | Eredmény | Dátum         |
| -------------------------- | ----------------------------------------- | -------- | ------------- |
| Abszolút                   | Kovács Dávid                              | 20:13    | 2020. 06. 11. |
| Férfi egyéni segítő nélkül | Nyakas Gábor                              | 21:28    | 2017. 10. 12. |
| Férfi egyéni segítővel     | Kovács Dávid                              | 20:13    | 2020. 06. 11. |
| Női egyéni segítő nélkül   | Csernus Brigitta                          | 29:08    | 2017. 09. 15. |
| Női egyéni segítővel       | Janek Noémi                               | 25:57    | 2024. 04.02.  |
| Férfi páros segítő nélkül  | Kurunczi Nándor – Nagy Adrián             | 27:41    | 2017. 04. 29. |
| Férfi páros segítővel      | Jakus Béla – Veres Gábor                  | 22:10    | 2016. 10. 22. |
| Női páros segítő nélkül    | -                                         | -        | -             |
| Női páros segítővel        | -                                         | -        | -             |
| Vegyes páros segítő nélkül | Takács Krisztián Csipi – Csernus Brigitta | 28:56    | 2016. 03. 13. |
| Vegyes páros segítővel     | Pap Gábor – Szimandl Anita                | 26:27    | 2017. 04. 30. |